# Honor Thy Father
Honor Thy Father ist ein 1971 erschienenes Buch des amerikanischen Journalisten und Autors Gay Talese. Das Buch, das unter dem wörtlich übersetzten Titel Ehre deinen Vater auch auf Deutsch erschienen ist, beschreibt die Geschichte der Mafia-Familie Bonanno, die in den 1960er Jahren die Unterwelt New Yorks mit dominiert hat.
Guy Talese gelang es, das Vertrauen von Salvatore Bill Bonanno, dem Sohn Joseph Bonannos, zu gewinnen und ihn über sechs Jahre zu begleiten. Er schildert Mord, Erpressung, Drogenhandel und den damaligen großen New Yorker Mafiakrieg, dessen Ursprünge bis in die Zeit vor der Einwanderung in Sizilien zurückreichte. 
Mario Puzo lobte das Buch als „eine ganz unglaubliche Reporterleistung“.
Das Buch erschien 1971 bei Cleveland: World Publishing und wurde rasch zum Bestseller.

## Deutsche Ausgaben
- Gay Talese: Ehre deinen Vater. Molden, München 1982, ISBN 978-3-2170-0459-7.
- Gay Talese: Ehre deinen Vater. Rogner & Bernhard, 2008, ISBN 978-3-8077-1042-6. (Deutsche Übersetzung Gunther Martin)